# Metall Frary
El metall Frary és un aliatge amb un contingut del 97-98 % de plom, Pb, un 1-2 % de bari, Ba, i una petita quantitat inferior a l'1 % de calci, Ca. S'empra per a la fabricació de coixinets de rodadura.